# Франсуа де Монпансье
Франсуа (Франциск) де Бурбон, герцог де Монпансье (фр. François de Bourbon, duc de Montpensier; 1542 — 1592, Лизьё) — французский принц крови из династии дома Бурбонов, сын Людовика III де Монпансье, муж Рене д’Анжу. Участвовал в гугенотских войнах.

## Биография
За свою достаточно долгую жизнь, 50 лет, носил множество титулов: герцог де Монпансье, принц Домб, дофин Овернский, герцог-пэр Сен-Фаржо, герцог Шательро, виконт де Бросс, барон де Божоле. Большинство титулов он унаследовал от своего отца Людовика III де Монпансье, после смерти которого в 1582 году к нему перешли все наследственные титулы и огромное богатство.
В результате блистательного участия в походах Религиозных войн, он был удостоен права стать наместником (правительством на него была возложена обязанность о сохранении) территорий в центре Франции: Анжу, Турени, Орлеана, Мэна и др., наместником Дофине в 1567 году и Нормандии в 1588. В 1574 году назначен генерал-губернатором Лангедока и Дофине, которые к тому времени были в руках протестантов.
Франсуа де Монпансье верой и правдой служил герцогу Анжуйскому. Последний в 1574 году стал королём, а годом позже специально для Франсуа де Монпансье создал герцогство-пэрство Сен-Фаржо. Оно просуществовало до 1608 года, вплоть до кончины последнего наследника мужского пола, Генриха Бурбона де Монпансье, сына Франсуа де Монпансье.
Будучи ярым католиком, во время религиозных войн сражался со своим отцом на стороне герцога Анжу против гугенотов.
Вероятно участвовал в Варфоломеевской ночи; поддерживал её, будучи на стороне католиков и Екатерины Медичи.
Несмотря на свою глубокую религиозность, напрочь отказался вступать в Католическую лигу, из-за давней смертельной вражды с родом де Гизов, которые стояли во главе лиги.
После смерти Генриха III перешёл на службу к королю Генриху IV. В 1591 году участвовал в осаде и взял для короля город Руан. Умер в 1592 году, похоронен в часовне в Сент-Луисе Шампиньи.

## Семья
Единственный сын Людовика III де Бурбон-Вандом и его первой жены Жаклин де Лонгви.
С 1566 года женат на Рене Анжуйской, маркизе де Мезьер, наследнице солидного состояния своего отца Никола д’Анжу, маркиза де Мезьера. На момент брака Рене Анжуйской было 16 лет, Франсуа — 24. Существует мнение, что Франсуа заставили жениться на Рене Анжуйской, чтобы избежать её брака с младшим братом герцога де Гиза Меченого, Шарлем де Майеном и ещё большего возвышения де Гизов.
У супругов родился только один сын — Генрих де Бурбон (1573), будущий отец Марии де Бурбон-Монпансье, наследницы герцогства Монпансье, жены Гастона Орлеанского, матери Анны де Монпансье.

## Франсуа де Монпансье в искусстве
Один из героев новеллы мадам де Лафайет «Принцесса де Монпансье» (1664). В фильме «Принцесса де Монпансье» (2010, режиссёр — Бертран Тавернье) его сыграл Грегуар Лепренс-Ренге.